# Zaprešić
Zaprešić es una ciudad en el Condado de Zagreb en Croacia. Su población es de 19.574 habitantes en la ciudad propiamente dicha, pero residen más de 51.000 habitantes en sus siete municipalidades que conforman el área metropolitana. Zaprešić es la tercera división más grande y más densamente poblada de la provincia. Se encuentra al noroeste de la capital de Croacia, Zagreb, y cerca de la frontera con Eslovenia. Se centra en las llanuras del norte del río Sava, y está rodeada por las montañas Medvednica al este, y las colinas de Marija Gorica hacia el oeste.